# Gutskapelle St. Antonius
Die  katholische Gutskapelle St. Antonius ist ein denkmalgeschütztes Kirchengebäude in Drasenbeck, einem Ortsteil von Meschede im Hochsauerlandkreis (Nordrhein-Westfalen).

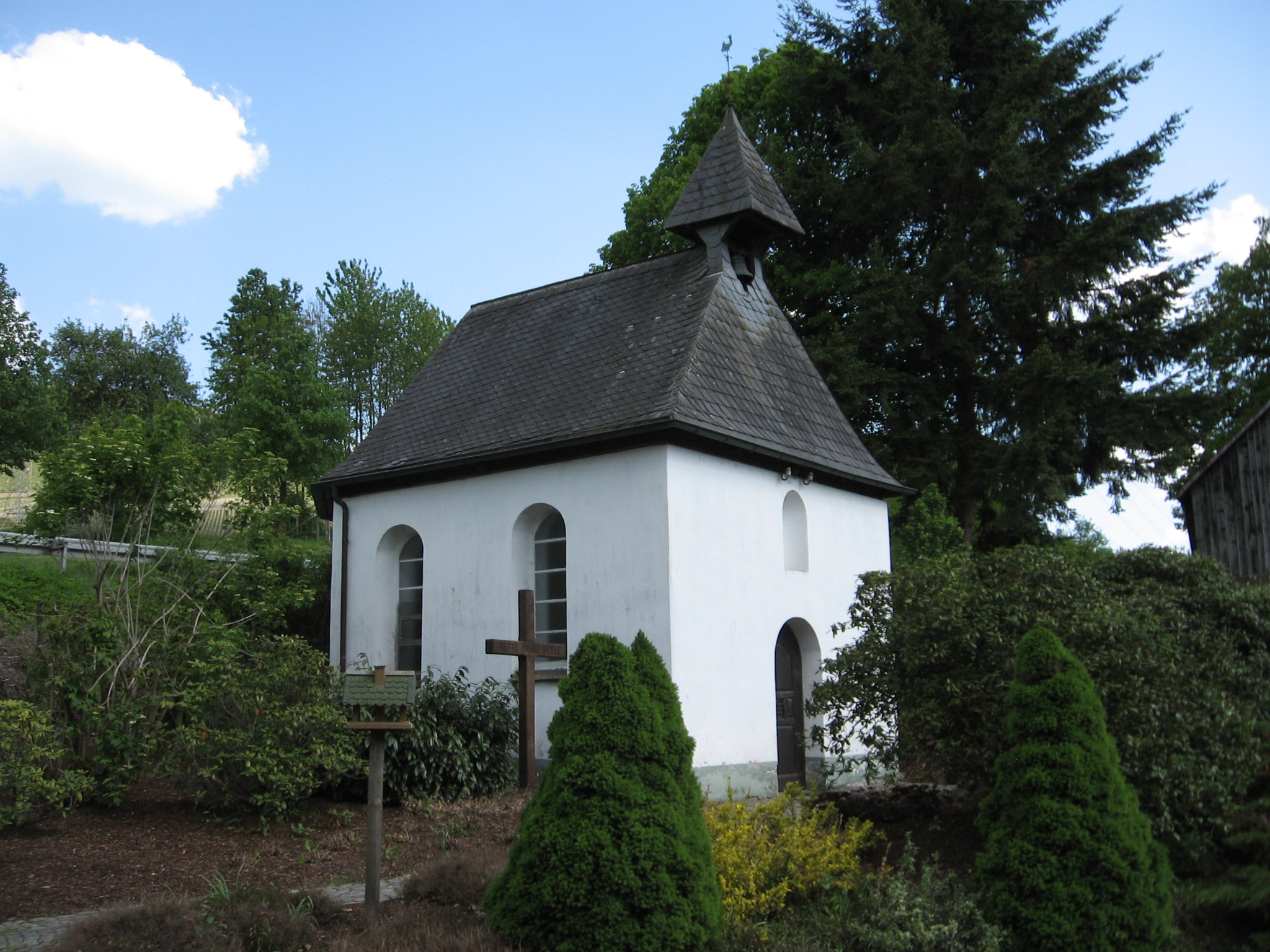
Gutskapelle St. Antonius in Meschede-Drasenbeck

## Geschichte und Architektur
Der kleine, dreiseitig geschlossene Putzbau wurde im 17. Jahrhundert errichtet. Er ist mit einem Dachreiter bekrönt. Der Barockaltar mit Weinrankensäulen und üppigem Dekor ist eine Arbeit vom Ende des 17. Jahrhunderts. Die qualitätsvollen Holzskulpturen der klagenden Muttergottes, von einer Kreuzigungsgruppe und des Hl. Norbert von Xanten wurden im ersten Viertel des 16. Jahrhunderts geschnitzt. Zumindest die Madonna lässt sich Petrus von Kolshusen zuschreiben.